# جاكوب شيك
الكولونل جاكوب شيك Jacob Schick ( عاش 16 سبتمبر 1877 - 3 يوليو 1937 ) هو مخترع أمريكي اخترع أول ماكينة حلاقة كهربائية في نوفمبر 1923. وفي عام 1935، قد غير جنسيته إلى الكندية لتفادي تحقيق من الكونغرس بشأن تهمة التهرب من الضرائب بعد أن نقل معظم ثروته إلى شركات قابضة في البهاماز.
في عام 1898، تطوع في الجيش الأمريكي وشارك في الحرب الأمريكية الفلبينية ثم عاد إلى الولايات المتحدة عام 1908 مصاباً بالزحار، حيث تقول إحدى الروايات أنه بدأ في تصميم أول نسخة من ماكينة الحلاقة. ثم رُقي إلى ملازم أول وانتقل بعد عام إلى ألاسكا حيث ساعد على مد خطوط تلغراف للجيش. ثم تقاعد رسمياً من الجيش في عام 1910. إلا أنه عاد للخدمة العسكرية في الفترة من 1916-1918 برتبة كابتن (ثم ليوتنانت كولونل) بسبب الحرب العالمية الأولى.

## اختراعاته
نجح في تسجيل اختراع ماكينة الحلاقة الكهربائية في نوفمبر 1923. كما سجل اختراعات لقارب يعمل في المياه الضحلة ولمبراة أقلام رصاص.

## الهامش
- اختراع ماكينة الحلاقة الكهربائية

1. ↑  "معلومات عن جاكوب شيك على موقع britannica.com". britannica.com. مؤرشف من الأصل في 2015-09-15.
2. ↑  جاكوب شيك على إن إن دي بي
3. ↑  "معلومات عن جاكوب شيك على موقع doi.org". doi.org. مؤرشف من الأصل في 2020-05-26.